# Aminata Diop
Aminata Diop (arabisch أميناتا ديوب, geb. ca. 1978, Sikasso, Mali) ist eine Malierin, die 1989 nach Frankreich flüchtete, um Genitalverstümmelung (FGM) zu entgehen. Im Oktober 1990 beantragte sie Asyl und war vermutlich die erste Frau, die FGM als Flüchtlingsgrund angab. Sowohl Diops erster Antrag als auch ein Einspruch im September 1991 wurden aus formalen Gründen abgelehnt, da sie vor ihrer Flucht aus dem Land keine Hilfe von der malischen Regierung beantragt hatte. Später durfte sie jedoch in Frankreich bleiben.

## Leben
Diop wurde in Sikasso, einer großen Stadt im Süden Malis, als Kind einer muslimischen Familie geboren. Ihre Muttersprache ist Bambara. Mit zwölf Jahren wurde sie in der Hauptstadt Bamako zur Schule geschickt. Mit acht Jahren wurde Diop mit dem Sohn des besten Freundes ihres Vaters verlobt, die Hochzeit sollte jedoch erst viel später stattfinden. Der lokalen Tradition zufolge musste sie sich vor der Heirat einer rituellen Beschneidung unterziehen, bei der ihre Klitoris und die inneren Schamlippen entfernt wurden. Da ihre beste Freundin kurz zuvor an den Folgen des Eingriffs gestorben war, bat Diop ihren Vater und ihren zukünftigen Ehemann um eine Befreiung, doch sie lehnten ab, woraufhin ihr Vater sie schlug.
Am Tag des Eingriffs lief Diop von zu Hause weg und fuhr zu Fuß oder per Anhalter zu einer Tante nach Bamako. Als sie ihrer Tante den Grund für ihre Flucht erklärte, warf diese sie hinaus. Ein Freund, der für eine belgische Fluggesellschaft arbeitete, besorgte ihr jedoch einen Reisepass und kaufte ihr ein One-Way-Ticket nach Brüssel. Von dort reiste sie nach Paris. Da Diop die Bedingungen ihres Ehevertrags nicht erfüllt hatte, musste ihr Vater der Familie des Bräutigams den Brautpreis zurückzahlen. Später schob er die Schuld für den Widerstand seiner Tochter auf seine Frau und warf sie aus dem Haus.

## Leben in Frankreich und Asylverfahren
In Frankreich blieb Diop zunächst bei einem ihr bekannten malischen Paar. Später wurde sie von Renée Boutet de Monvel aufgenommen, einer Gynäkologin und Aktivistin gegen FGM. Im Oktober 1990 beantragte Diop bei der französischen Regierung politisches Asyl gemäß der Genfer Flüchtlingskonvention. Sie soll die erste Frau überhaupt gewesen sein, die Genitalverstümmelung als Asylgrund angab. Diops erster Antrag wurde abgelehnt, doch ihre Anwältin Linda Weil-Curiel legte Berufung gegen die Entscheidung ein. Bei der Berufung im September 1991 lehnte die Berufungskommission für Flüchtlinge (Commission for Appeals of Refugees) ihr Asyl erneut ab, mit der Begründung, sie habe vor ihrer Ausreise keine Hilfe von der malischen Regierung beantragt. Sie räumte jedoch ein, dass Frauen, die vor FGM fliehen, durch die Genfer Flüchtlingskonvention geschützt seien und war damit die erste juristische Instanz, die dies tat.
Weil-Curiel, Diops Anwalt, vertrat die Ansicht, die französische Regierung habe Diops Asylantrag aus politischen Gründen abgelehnt – ein positiver Bescheid hätte einen neuen Weg für afrikanische Einwanderung eröffnet und widersprach somit der einwanderungsfeindlichen Haltung der Regierung. Aufgrund des öffentlichen Aufschreis gegen die Entscheidung, der auch eine internationale Briefkampagne einschloss, erlaubte die Regierung Diop, im Land zu bleiben. Sie erhielt zunächst ein dreimonatiges befristetes Visum, das im Dezember 1991 um ein Jahr und später auf unbestimmte Zeit verlängert wurde. Diop litt nach ihrer Ankunft in Frankreich unter Depressionen, doch im Oktober 1992 wurde berichtet, dass sie sich besser einlebte, täglich Französischunterricht nahm und Teilzeit als Reinigungskraft arbeitete.